# العلاقات الجامايكية الموريشيوسية
العلاقات الجامايكية الموريشيوسية هي العلاقات الثنائية التي تجمع بين جامايكا وموريشيوس.

## مقارنة بين البلدين
هذه مقارنة عامة ومرجعية للدولتين:
| وجه المقارنة                                              | جامايكا       | موريشيوس                 |
| --------------------------------------------------------- | ------------- | ------------------------ |
| المساحة (كم2)                                             | 10.99 ألف     | 2.04 ألف                 |
| عدد السكان (نسمة)                                         | 2.95 مليون    | 1.26 مليون               |
| الكثافة السكانية (ن./كم²)                                 | 268.43        | 617.65                   |
| العاصمة                                                   | كينغستون      | بورت لويس                |
| اللغة الرسمية                                             | لغة إنجليزية  | لغة إنجليزية، لغة فرنسية |
| العملة                                                    | دولار جامايكي | روبي موريشي              |
| الناتج المحلي الإجمالي (بليون دولار)                      | 14.77 مليار   | 13.34 مليار              |
| الناتج المحلي الإجمالي (تعادل القوة الشرائية) بليون دولار | 24.79 مليار   | 25.36 مليار              |
| الناتج المحلي الإجمالي الاسمي للفرد دولار أمريكي          | 5.23 ألف      | 9.25 ألف                 |
| الناتج المحلي الإجمالي للفرد دولار أمريكي                 | 8.88 ألف      | 18.59 ألف                |
| مؤشر التنمية البشرية                                      | 0.719         | 0.777                    |
| رمز المكالمات الدولي                                      | +1876         | +230                     |
| رمز الإنترنت                                              | .jm           | .mu                      |
| المنطقة الزمنية                                           | 00            | ت ع م+04:00              |

## منظمات دولية مشتركة
يشترك البلدان في عضوية مجموعة من المنظمات الدولية، منها:
| علم المنظمة | اسم المنظمة                                 | تاريخ انضمام جامايكا | تاريخ انضمام موريشيوس |
| ----------- | ------------------------------------------- | -------------------- | --------------------- |
|             | يونسكو                                      | 7 نوفمبر 1962        | 25 أكتوبر 1968        |
|             | وكالة ضمان الاستثمار متعدد الأطراف          | 12 أبريل 1988        | 28 ديسمبر 1990        |
|             | الأمم المتحدة                               | 18 سبتمبر 1962       | 24 أبريل 1968         |
|             | مجموعة دول أفريقيا والكاريبي والمحيط الهادئ | ?                    | ?                     |
|             | دول الكومنولث                               | ?                    | ?                     |
|             | الاتحاد البريدي العالمي                     | ?                    | ?                     |
|             | البنك الدولي للإنشاء والتعمير               | 21 فبراير 1963       | 23 سبتمبر 1968        |
|             | المنظمة الهيدروغرافية الدولية               | ?                    | ?                     |
|             | الاتحاد الدولي للاتصالات                    | 18 فبراير 1963       | 30 أغسطس 1969         |
|             | منظمة حظر الأسلحة الكيميائية                | ?                    | ?                     |
|             | مؤسسة التمويل الدولية                       | 31 مارس 1964         | 23 سبتمبر 1968        |
|             | المركز الدولي لتسوية المنازعات الاستشارية   | 14 أكتوبر 1966       | 2 يوليو 1969          |
|             | منظمة التجارة العالمية                      | ?                    | ?                     |
|             | تحالف الدول الجزرية الصغيرة                 | ?                    | ?                     |
|             | منظمة الشرطة الجنائية الدولية               | ?                    | ?                     |

## وصلات خارجية
- موقع وزارة الخارجية الجامايكية